# Viktor Bemfelt
John Dority Viktor Bemfelt, född 1 juni 1900 i Överluleå församling, Norrbottens län, död 17 juni 1971 i Stockholm, var en svensk elektroingenjör.
Bemfelt, som var son till verkstadsförman Daniel Andersson och Clara Lindmark, utexaminerades från Kungliga Tekniska högskolan 1925, anställdes vid Elektriska AB AEG 1926, blev överingenjör 1936, direktör 1937 samt var verkställande direktör 1947–1949 som efterträdare till Carl Reuterswärd. Han bedrev egen verksamhet från 1950.